# Virus B
Virus-B (Macacine alphaherpesvirus 1, McHV-1,  anteriormente Macacine herpesvirus 1,  Cercopithecine herpesvirus 1,  CHV-1, Herpesvirus simiae ou Herpes virus B) é o Simplexvirus que infecta macacos. O vírus B é muito semelhante ao HSV-1 e, como tal, este Vírus neurotrópico não é encontrado no sangue.
No hospedeiro natural, o vírus exibe patogênese semelhante à do herpes labial em humanos. Porém, quando os humanos são zoonoticamente infectados com o vírus B, podem apresentar uma encefalite grave, resultando em disfunção neurológica permanente ou morte. A gravidade da doença aumenta para pacientes não tratados, com uma taxa de letalidade de aproximadamente 80%. O diagnóstico precoce e o tratamento subsequente são cruciais para a sobrevivência humana da infecção.
O vírus B é o único herpesvírus de macaco do velho mundo identificado que apresenta patogenicidade grave em humanos. Houve uma série de infecções acidentais e mortes de pesquisadores que trabalharam com macacos Rhesus. O equipamento de proteção individual é necessário ao trabalhar com macacos, especialmente com animais que apresentaram teste positivo para o vírus. Mordidas, arranhões e exposição às membranas mucosas, incluindo os olhos, podem causar infecções quando não limpadas imediatamente.
A infecção pelo vírus B é extremamente rara, mas pode causar danos cerebrais graves ou morte se não for tratada imediatamente. As pessoas geralmente são infectadas com o vírus B se forem mordidas ou arranhadas por um macaco infectado ou se tiverem contato com os olhos, nariz ou boca do macaco. Apenas um caso foi documentado de uma pessoa infectada espalhando o vírus B para outra pessoa. Em 2020, havia 50 casos documentados de infecção pelo vírus B humano desde a identificação do vírus em 1932, 21 dos quais levaram à morte. Pelo menos 20 dos pacientes desenvolveram algum grau de encefalite.

## História

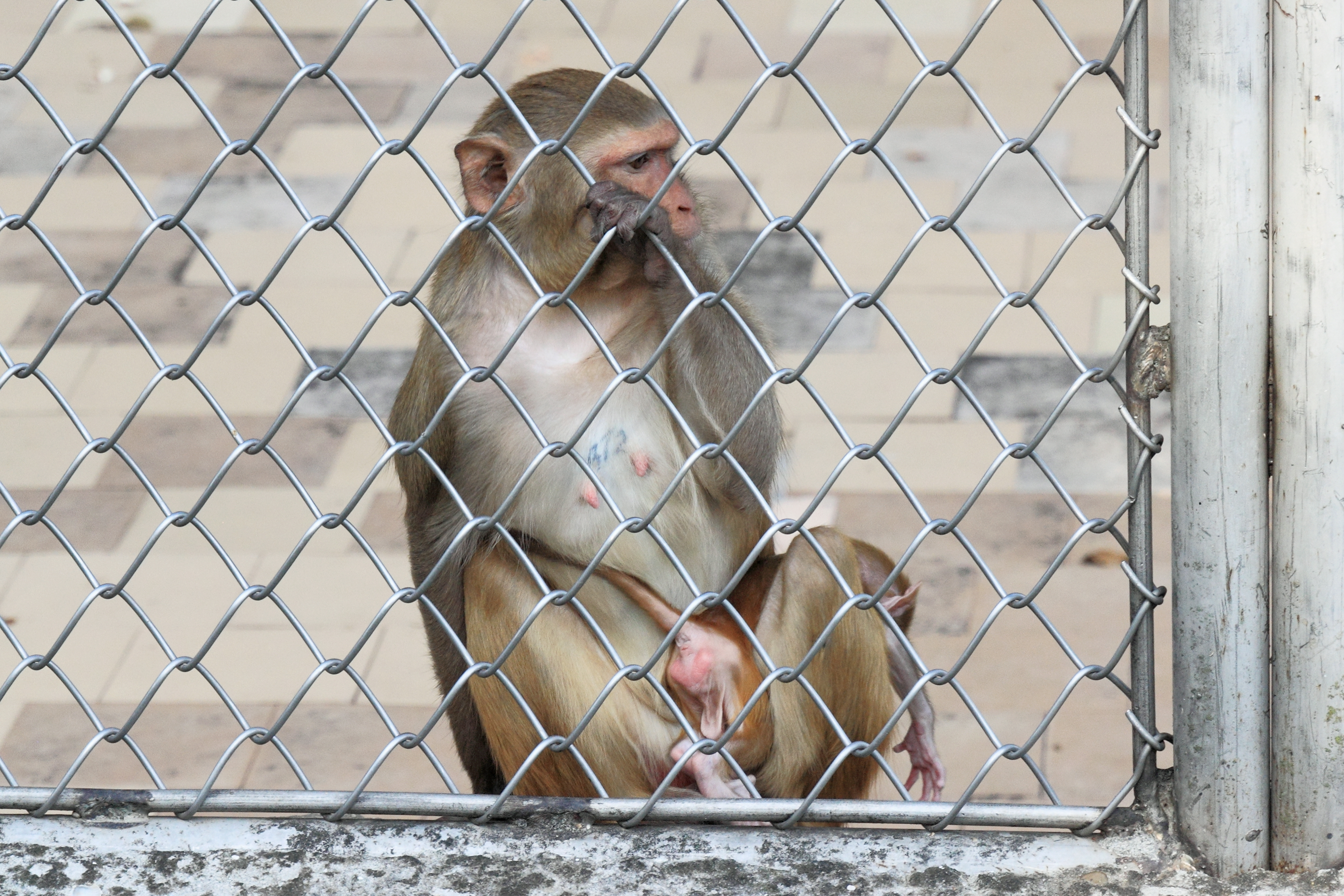
Os macacos Rhesus são hospedeiros naturais do vírus B e ocasionalmente causaram infecções fatais em pesquisadores.

Macacine alphaherpesvirus 1 foi identificada pela primeira vez em 1932 após a morte de William Brebner, um jovem médico que foi mordido por um macaco rhesus . Ele havia se curado da mordida, mas mais tarde desenvolveu uma doença febril resultando em eritema localizado, Linfangite, linfadenite e, por fim, mielite transversa . Os tecidos neurológicos obtidos durante a autópsia revelaram a presença de um agente ultrafiltrável que parecia semelhante ao HSV-1 . Este isolado foi originalmente denominado "vírus W".
Um ano após a morte de Brebner, Albert Sabin identificou um novo vírus das mesmas amostras, que ele mais tarde chamou de vírus B. Sabin descreveu ainda a letalidade do Macacine alphaherpesvirus 1, mostrando que a infectividade era independente da via de inoculação. Além disso, foi observado que o alfa-herpesvírus Macacino 1 induziu respostas imunológicas semelhantes ao HSV-1 e semelhanças compartilhadas com o HVP-2 e o herpesvírus Langur, dois outros alfa-herpesvírus primatas não humanos.
Em 1959, Macacine alphaherpesvirus 1 foi identificado como o agente causador em 17 casos humanos, 12 dos quais resultaram em morte. Aproximadamente 50 casos foram identificados até 2002, embora apenas 26 estivessem bem documentados. Melhorias no tratamento de casos humanos foram feitas nas últimas décadas. Entre 1987 e 2004, a taxa de mortalidade diminuiu, em grande parte devido ao acréscimo de novas formas de tratamento e melhoria do diagnóstico. Houve um total de cinco fatalidades relacionadas ao alfaherpesvírus Macacine 1 neste período.
Os pesquisadores que trabalham com macacos macacos continuam a enfrentar o perigo de infecções pelo vírus B. O último caso identificado de infecção humana pelo vírus B ocorreu em 2021, quando um veterinário na China foi infectado enquanto realizava duas dissecações em macacos rhesus e posteriormente morreu. Dois anos antes, um pesquisador que trabalhava com macacos em uma empresa farmacêutica japonesa foi infectado e ficou gravemente doente. A última fatalidade conhecida nos Estados Unidos ocorreu em 1997, quando a pesquisadora Elizabeth Griffin foi atingida no olho por um macaco rhesus infectado enquanto trabalhava no Centro Nacional de Pesquisa de Primatas de Yerkes.
Viajar para uma área onde os macacos são portadores conhecidos do vírus e interagir em contato próximo em áreas como templos representa um risco de exposição. No entanto, mesmo em áreas endêmicas, os casos humanos são raros. Não houve casos conhecidos de Macacine alphaherpesvirus 1 em viajantes.

## Virologia

### Estrutura
Macacine alphaherpesvirus 1 tem aproximadamente 200 nm de diâmetro e tem uma estrutura quase idêntica à do HSV1 e do HSV2. Possui um capsídeo icosaédrico (T = 16) que consiste em 150 Hexons e 12 pentons formados a partir de 6 proteínas. O envelope está solto em torno do capsídeo viral e contém pelo menos 10 glicoproteínas críticas para a adsorção e penetração nas células hospedeiras. O Tegumento contendo pelo menos 14 proteínas, fica entre o capsídeo e o envelope. As proteínas do tegumento estão envolvidas no Metabolismo do ácido nucléico, Síntese de DNA e processamento de proteínas. As proteínas no tegumento são Timidina quinase, Timidilato sintetase, DUTPase, ribonucleotídeo redutase, DNA polimerase, DNA helicase, DNA primase e proteína quinases.

### Genoma
O genoma do vírus B foi totalmente sequenciado em 2003 a partir de um isolado encontrado em um macaco rhesus. Como todos os vírus do herpes, o genoma do vírus B contém DNA de fita dupla e tem aproximadamente 157 kbp de comprimento. Duas regiões exclusivas (UL e US) são flanqueadas por um par de repetições invertidas, duas das quais são encontradas nos terminais, com as outras duas localizadas internamente. Este arranjo, que é de natureza idêntica ao HSV, resulta em quatro isômeros orientados para a sequência. Os nucleotídeos de citosina e guanina representam 75% da sequência.
As análises de sequência sugerem que o vírus B e o HSV tipos 1 e 2 provavelmente divergiram de um ancestral comum durante a evolução desses patógenos. Cada glicoproteína codificada por gene, incluindo gB, gC, gD, gE e gG, tem aproximadamente 50% de homologia com HSV, com uma predileção ligeiramente maior para HSV-2 sobre HSV-1. Além disso, as sequências de glicoproteínas demonstraram que todos os resíduos de cisteína são conservados, assim como a maioria dos locais de glicosilação. Uma diferença chave entre o vírus B e os HSVs é que o vírus B não possui um homólogo do gene HSV γ 1 34.5, que codifica um fator de neurovirulência. Isso indica que o vírus B tem mecanismos diferentes do HSV para se replicar dentro das células nervosas, o que poderia explicar os efeitos drasticamente diferentes desses vírus em humanos.

## Tratamento
O aciclovir preveniu a progressão da doença em alguns pacientes e pode salvar vidas, embora seja considerado apenas um décimo da eficácia contra o vírus B do que contra o HSV1. O tratamento imediato é essencial para prevenir danos neurológicos permanentes.
Em caso de infecção potencial, amostras de humanos e, quando possível, de macacos devem ser enviadas para teste de diagnóstico de vírus B.